# Instituto Nacional de Derecho Aeronáutico y Espacial
El Instituto Nacional de Derecho Aeronáutico y Espacial (INDAE) es un instituto de formación de la Fuerza Aérea Argentina con sede en Retiro (CABA) y en la órbita de la Dirección General de Educación de esa fuerza armada.

## Reseña
El Instituto de Derecho Aeronáutico de la Nación (IDAM) creado en Buenos Aires el 24 de julio de 1947 en la órbita de la Secretaría de Aeronáutica modificó su denominación por la de Instituto Nacional de Derecho Aeronáutico y Espacial (INDAE) el 12 de enero de 1965.
Bajo la dependencia de la Dirección General de Educación de la Fuerza Aérea y como unidad académica de la Facultad de la Fuerza Aérea de la Universidad de la Defensa Nacional (UNDEF), su misión es la formación del personal civil y militar en derecho aeronáutico.